# The Big Story
The Big Story è una serie televisiva statunitense trasmessa per la prima volta nel corso di 9 stagioni dal 1949 al 1958.
È una serie di tipo antologico in cui ogni episodio rappresenta una storia a sé. Gli episodi sono storie di genere drammatico legate alle vicende reali di coraggiosi giornalisti americani autori di denunce di natura sociale (casi di corruzione, truffe legate alla criminalità organizzata e ingiustizie varie). Al reporter di cui veniva raccontata la storia venivano consegnati 500 dollari relativi ad un premio denominato $500 Big Story Pall Mall Award. Gli episodi vengono presentati da Bob Sloane (1949-1954), Norman Rose (1954-1955), Ben Grauer (1955-1957) e Burgess Meredith (1957-1958). Deriva dalla serie radiofonica omonima.

## Interpreti
La serie vede la partecipazione di numerose star cinematografiche e televisive, molte delle quali interpretarono diversi ruoli in più di un episodio.
- Russell Hardie (6 episodi, 1953-1957)
- Joseph Julian (5 episodi, 1956-1957)
- George Smith (5 episodi, 1956)
- Philip Abbott (5 episodi, 1954-1957)
- Nelson Olmsted (5 episodi, 1951-1957)
- Dana Elcar (5 episodi, 1956-1958)
- Jack Orrison (5 episodi, 1956-1957)
- John Kellogg (4 episodi, 1954-1957)
- John McLiam (4 episodi, 1955-1957)
- Wallace Rooney (4 episodi, 1953-1957)
- George Mitchell (4 episodi, 1956-1957)
- Bill Zuckert (4 episodi, 1956-1957)
- Clement Fowler (4 episodi, 1955-1957)
- Victor Thorley (4 episodi, 1956-1958)
- Ken Walken (4 episodi, 1953-1957)
- James Broderick (3 episodi, 1953)
- Frank Overton (3 episodi, 1953-1957)
- Logan Field (3 episodi, 1956-1957)
- Al Markim (3 episodi, 1956-1957)
- Walter Brooke (3 episodi, 1956-1957)
- Peter Turgeon (3 episodi, 1956-1957)
- Donald Keyes
- John Gibson (3 episodi, 1953-1957)
- Frank Maxwell (3 episodi, 1956)
- Tom Gorman (3 episodi, 1953-1957)
- Lenka Peterson (3 episodi, 1957)
- Mary Lou Taylor (3 episodi, 1956-1957)
- William Redfield (3 episodi, 1955-1957)
- John Connell (3 episodi, 1956-1957)
- Carl Frank (3 episodi, 1953-1957)
- Allen Nourse (3 episodi, 1957-1958)
- Darren McGavin (3 episodi, 1951)
- Ross Martin (3 episodi, 1954-1956)
- Frank Marth (3 episodi, 1955-1958)
- Bernard Grant (2 episodi, 1950)
- George Petrie (2 episodi, 1953)
- Fred Sadoff (2 episodi, 1956)
- Sara Seegar (2 episodi, 1956)
- Jack Warden (2 episodi, 1953-1954)
- Robert Yuro (2 episodi, 1953)
- Arch Johnson (2 episodi, 1956-1957)
- Joe Silver (2 episodi, 1956)
- Joy Geffen (2 episodi, 1950-1953)
- Martin Newman (2 episodi, 1957)
- James E. Wall (2 episodi, 1957)
- Perry Wilson (2 episodi, 1953-1954)
- Al Lewis (2 episodi, 1953)
- Robert Middleton (2 episodi, 1953)
- Joseph Walsh (2 episodi, 1956)
- Norman MacKay (2 episodi, 1950-1953)
- Dortha Duckworth (2 episodi, 1953)
- Joseph Sweeney (2 episodi, 1954-1957)
- Lisa Howard (2 episodi, 1955-1956)
- Burt Brinckerhoff (2 episodi, 1956-1957)
- Norman Shelly (2 episodi, 1956)
- Sam Gray (2 episodi, 1957)
- Richard Trask (2 episodi, 1954)
- Maxine Stuart (2 episodi, 1955-1957)
- Jack Davis (2 episodi, 1950-1954)
- Frank Campanella (2 episodi, 1957)
- Mel Ruick (2 episodi, 1953-1957)
- Somar Alberg (2 episodi, 1954-1957)
- Nat Polen (2 episodi, 1950-1958)
- James Gregory (2 episodi, 1952-1953)
- Wesley Addy (2 episodi, 1954)
- Ralph Stanley (2 episodi, 1952)
- Les Damon (2 episodi, 1953)
- Ralph Camargo (2 episodi, 1955-1957)
- walJames Stephens (2 episodi, 1955)
- Ed Bryce (2 episodi, 1957)
- Peg Hillias (2 episodi, 1954-1956)
- Robert Ellenstein (2 episodi, 1956-1957)
- John Kerr (2 episodi, 1953-1957)
- Charles Mendick (2 episodi, 1953-1956)
- Wright King (2 episodi, 1953-1954)
- Alexander Scourby (2 episodi, 1955)
- Humphrey Davis (2 episodi, 1949-1953)
- William Woodson (2 episodi, 1957-1958)
- Wendy Drew (2 episodi, 1953-1957)
- Will Hare (2 episodi, 1956-1957)
- Joseph Helgesen (2 episodi, 1956-1957)
- Donald McKee (2 episodi, 1953-1957)
- Val Avery (2 episodi, 1954-1956)
- Susan Harris (2 episodi, 1953-1957)
- Bobby Nick (2 episodi, 1953-1957)
- Stuart Germain
- Terry O'Sullivan (2 episodi, 1955-1957)
- Joseph Sullivan (2 episodi, 1955-1957)
- Henry Vehez (2 episodi, 1955-1957)
- John Marriott (2 episodi, 1956-1958)
- Milton Selzer (2 episodi, 1956-1957)
- Louis Gossett Jr. (2 episodi, 1957-1958)

## Produzione
La serie fu prodotta da Bernard J. Prockter per la Prockter Productions (stagioni 1-6) e Everett Rosenthal e la Pyramid Productions (stagioni 7-9) e girata negli studios della United Artists a Hollywood.

### Registi
Tra i registi sono accreditati:
- Lawrence Doheny in 15 episodi (1953-1958)
- Leonard Valenta in 7 episodi (1956-1957)
- Dick Schneider in 5 episodi (1953-1954)
- David Lowell Rich in 5 episodi (1954-1957)
- Stuart Rosenberg in 3 episodi)
- Charles Skinner in 2 episodi (1949)
- Will Jason in 2 episodi (1953)
- Robert Lewis Shayon in 2 episodi (1957)

### Sceneggiatori
Tra gli sceneggiatori sono accreditati:
- Alvin Boretz in 14 episodi (1952-1957)
- Arnold Perl in 3 episodi (1949-1950)
- Allan Sloane in 2 episodi (1955-1957)
- Irve Tunick in 2 episodi (1957)

## Distribuzione
La serie fu trasmessa negli Stati Uniti dal 16 settembre 1949 al giugno 1958 sulla rete televisiva NBC (stagioni 1-8) e in syndication (stagione 9).

## Episodi
| Stagione         | Episodi | Prima TV USA |
| ---------------- | ------- | ------------ |
| Prima stagione   | 26      | 1949-1950    |
| Seconda stagione | 30      | 1950-1951    |
| Terza stagione   | 43      | 1951-1952    |
| Quarta stagione  | 32      | 1952-1953    |
| Quinta stagione  | 39      | 1953-1954    |
| Sesta stagione   | ?       | 1954-1955    |
| Settima stagione | ?       | 1955-1956    |
| Ottava stagione  | ?       | 1956-1957    |
| Nona stagione    | ?       | 1957-1958    |